# Aristoteles Onassis

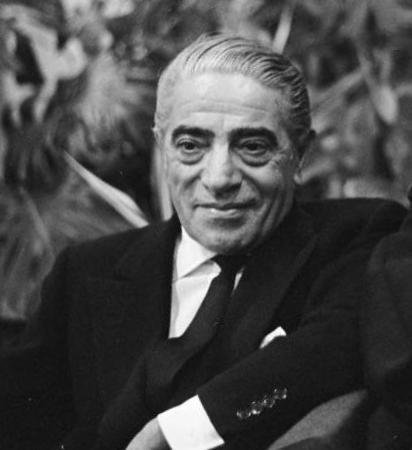
Aristoteles Onassis, 1967

Aristoteles „Ari“ Sokrates Homer Onassis (griechisch Αριστοτέλης Ωνάσης Aristotélis Onasis, * 15. Januar 1906 in Smyrna, Osmanisches Reich, heute Izmir, Türkei; † 15. März 1975 in Neuilly-sur-Seine bei Paris) war ein griechisch-argentinischer Reeder. Die Flotte seiner 30 Reedereien umfasste in den 1950er Jahren über 900 Schiffe, die meisten davon Öltanker. Er besaß die Insel Skorpios im Ionischen Meer.

## Herkunft

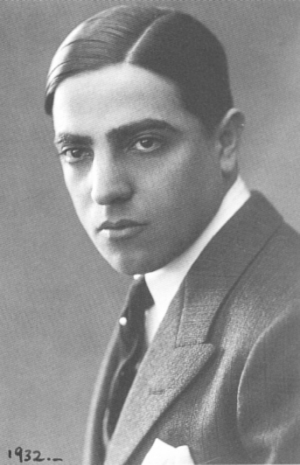
Aristoteles Onassis, 1932

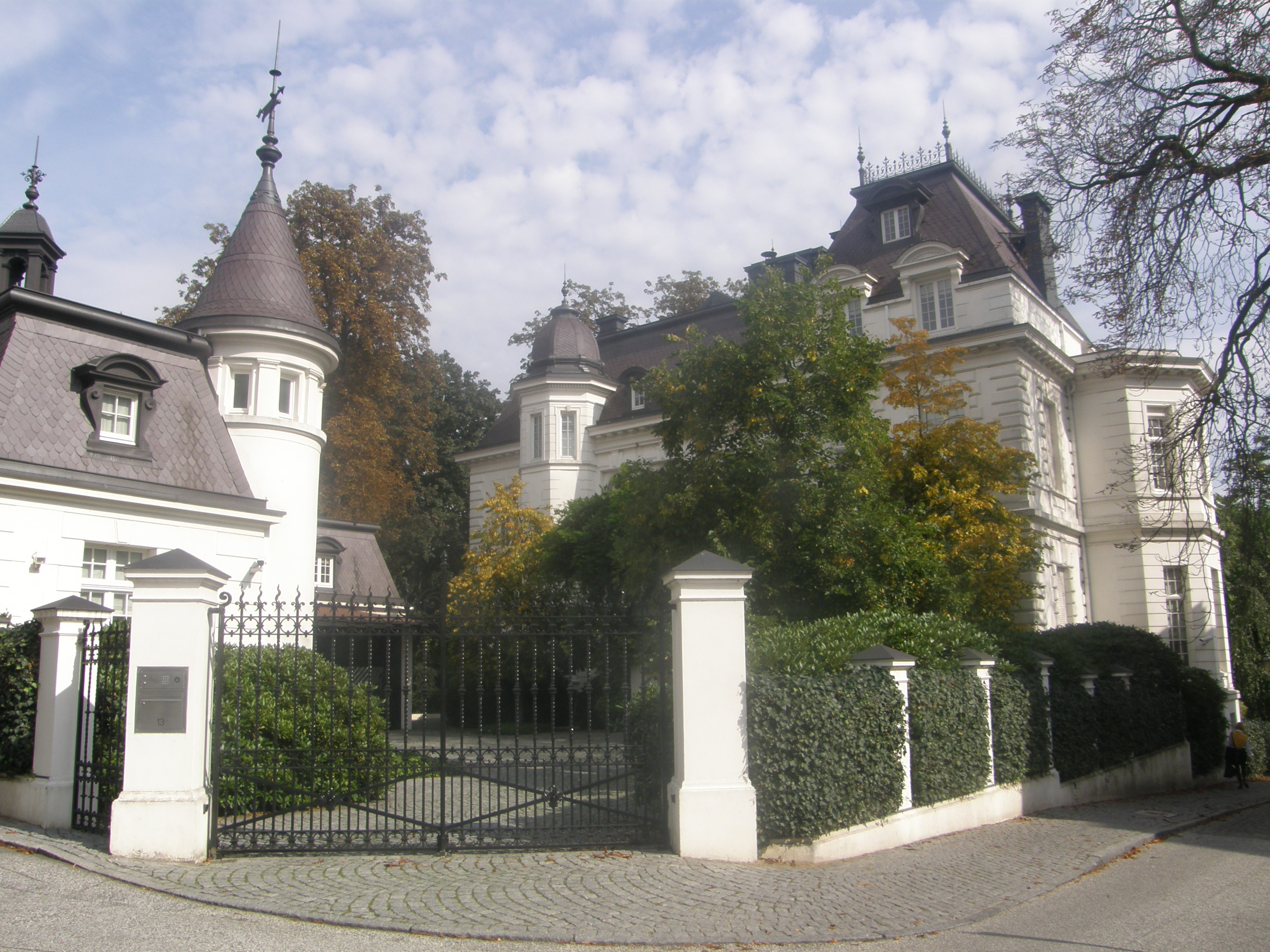
Die Villa Beit, Sitz der Olympic Maritime AG am Harvestehuder Weg in Hamburg

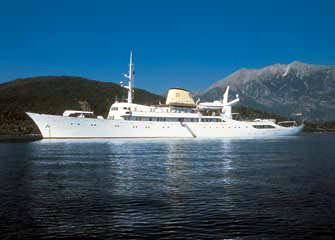
Onassis’ Yacht Christina O

Onassis war Sohn des griechischen Tabakhändlers Sokrates Onassis aus Izmir, ursprünglich griechisch Σμύρνη (Smýrni), und hatte eine ältere Schwester, Artemis. Als Onassis sechs Jahre alt war, verstarb seine Mutter. Da sein Vater bald erneut heiratete und sich wenig um seinen Sohn kümmerte, wurde Onassis hauptsächlich von seiner religiösen Großmutter erzogen. Er wurde auf die sog. Evangelische Schule, eine griechisch-orthodoxe Einrichtung mit Schwerpunkt der Lehre des Evangeliums, geschickt.
Während des Griechisch-Türkischen Krieges 1919–1923 entschloss sich Onassis – wie alle in Smyrna lebenden Christen –, die bis dahin etwa zur Hälfte von Griechen bewohnte Stadt zu verlassen. Ausgestattet mit einem Nansen-Pass emigrierte er als Sechzehnjähriger nach Argentinien.

## Leben

### Anfänge
Am 16. Oktober 1922 erreichte Onassis Buenos Aires und begann mit angeblich 60 Dollar seinen oft zitierten „Aufstieg aus dem Nichts“. Da er zu diesem Zeitpunkt noch minderjährig war, ließ er in seinen Papieren als Geburtsdatum und -ort den „21. September 1900 in Saloniki“ eintragen. Seinen Lebensunterhalt verdiente er in dieser Zeit als Kurier, Telefonist und Hotelpage. Nebenbei verkaufte er sogenannten türkischen Tabak. Er war der Erste, der türkischen Tabak nach Argentinien einführte. Bis dahin hatte man diese Ware ausschließlich aus Kuba und den USA bezogen. Während seine Zigaretten aus orientalischen Tabaken vom Markt kaum angenommen wurden, waren die Mischungen aus Orient-Tabaken und amerikanischen Tabaken umso erfolgreicher. Onassis verkaufte seine Orient-Tabake auch an Fabriken, die sie für eigene Zigaretten nutzten. Trotz der geringen Gewinnspanne hatte er nach zwei Jahren bei 2 Mio. $ Umsatz 100.000 $ Gewinn erwirtschaftet. Er kaufte eine Zigarettenfabrik und brachte die Zigarettenmarke Omega heraus.
Obwohl Onassis als Staatenloser in Argentinien keine Steuern zahlen musste, bemühte er sich um die argentinische Staatsbürgerschaft und erhielt sie auch; kurz danach erhielt er aufgrund eines neuen Gesetzes auch die griechische. Onassis wurde später Generalkonsul Griechenlands in Buenos Aires. Er hatte erfahren, dass Häute und Felle aus der Rinderzucht vergraben wurden, da es dafür keine Absatzmöglichkeit gab und die Priorität in der Fleischverwertung lag. Er exportierte fortan Häute und Felle, später auch Getreide und Futtermittel nach Europa. Sein Unternehmen hatte über 200 Agenturen, die Güter aufkauften, um sie zu exportieren. Die enormen Transportmengen veranlassten Onassis zum Einstieg in die Schifffahrt.

### Einstieg in das Reedereigeschäft
Als durch die Weltwirtschaftskrise eine Gruppe kanadischer Reeder in Konkurs ging, konnte Onassis ihnen 1932 ihre sechs größten Schiffe für einen Bruchteil des Marktwerts in bar abkaufen. Aufgrund der geringen Nachfrage nach Transportkapazitäten konnte er nur zwei Schiffe mit eigenen Transporten auslasten, die restlichen vier blieben in Montreal. Er nahm hohe Liegegebühren in Kauf, die den Anschaffungspreis bald übertrafen. Lukrative Margen gab es nur im Öltransportgeschäft, da weltweit immer mehr von Kohlen- auf Ölfeuerung umgestellt wurde und die Motorisierung anstieg. Ab 1935 betrieb er Tanker, ab 1938 beauftragte er Werften mit dem Bau neuer Tanker. Zu Beginn des Zweiten Weltkriegs war seine Flotte bereits auf 46 Frachter und Tanker angewachsen. Der Bedarf der Alliierten an Schiffen ließ die Frachtraten bis Kriegsende in die Höhe schnellen. Sein Vermögen belief sich 1945 auf 100 Mio. $.

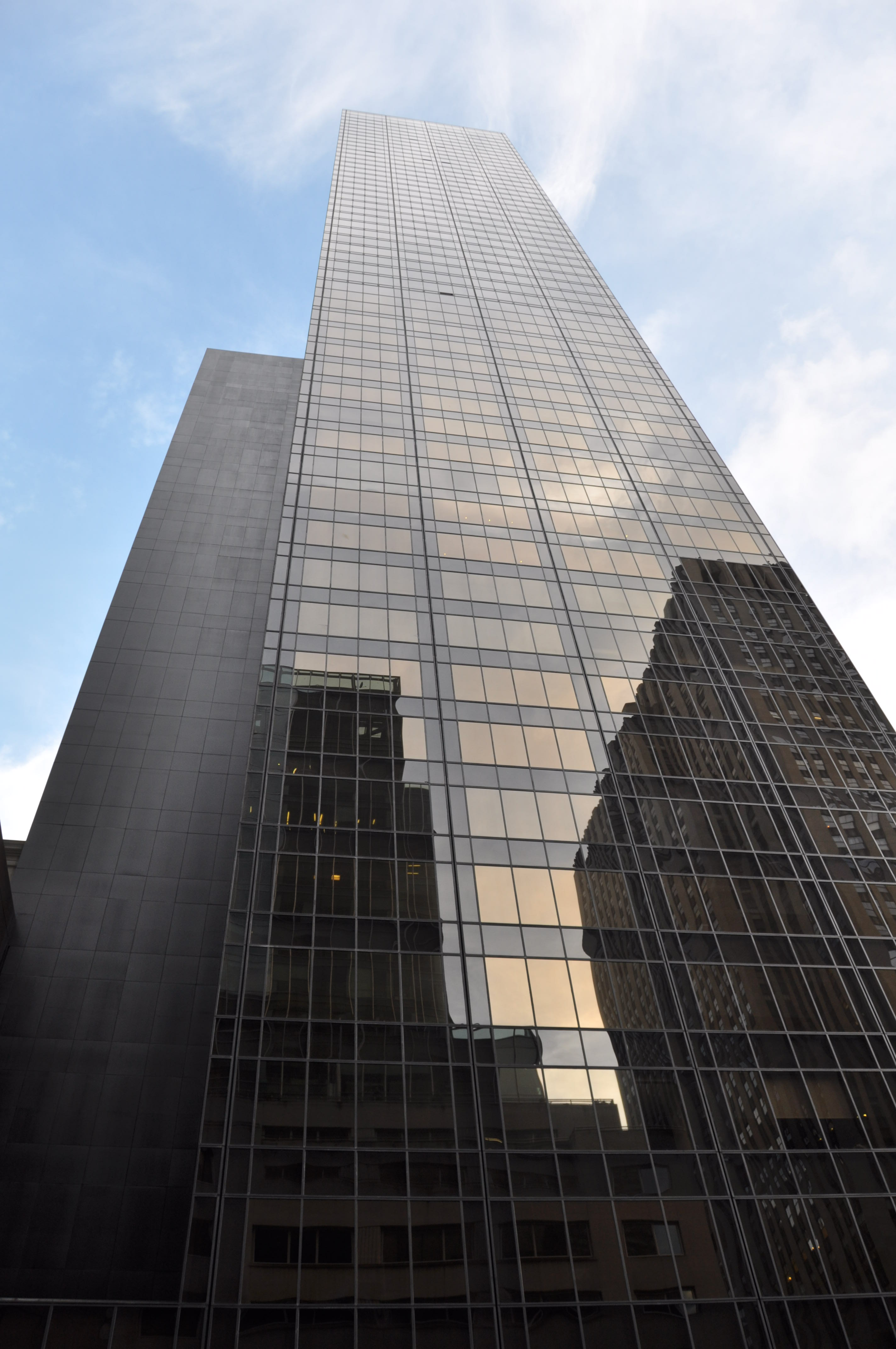
Der Olympic Tower in New York ist heute im Besitz der Stiftung

Als nach 1945 in Deutschland die Werften ohne Auftrag waren und die Hochseeschifffahrt von den Alliierten verboten war, begann Onassis mit deutschen Werften zu verhandeln. Schließlich vergab er durch seine deutsche Gesellschaft Olympic Maritime AG in Hamburg einen Auftrag in Höhe von 300 Millionen Mark zum Bau von Schiffen. Insgesamt wurden 18 Einheiten bei drei Werften (Howaldtswerke in Kiel, A.G. Weser in Bremen und Howaldtswerke Hamburg) bestellt. Beteiligten Unternehmen gab er finanzielle Unterstützung. Der Ruhrstahl AG in Hattingen, die Stahlbleche walzt, räumte Onassis einen Kredit von acht Millionen Mark ein. Die antizyklische Fertigung von Schiffen brachte Onassis unmittelbar Vorteile im Einkaufspreis und später infolge verfügbarer Kapazitäten. Auf seinen Schiffen stellte Onassis 600 deutsche Seeleute ein, die zuvor aufgrund der zerstörten oder beschlagnahmten Flotte Deutschlands keine Arbeit mehr hatten. Der Stapellauf der Tina Onassis in Hamburg wurde zu einem großen Volksfest.
In den Jahren 1948 bis 1956 baute Onassis die weltgrößte private Walfangflotte auf und verkaufte sie dann komplett an ein japanisches Konsortium.
Im Frühjahr 1954 schloss Onassis in Dschidda mit König Saud einen äußerst lukrativen Vertrag ab und verpflichtete sich, den immer größer werdenden Bedarf Saudi-Arabiens an Super-Tankern zu decken. Dafür wurde ihm das Vorrecht des Transports eingeräumt, und er wurde am Verkauf des Öls beteiligt.
1956 erwarb Onassis die kleine staatliche Luftfahrtgesellschaft Griechenlands. Er ließ die Gesellschaft von TAE in Olympic Airways umbenennen und baute diese wesentlich aus. Zu jener Zeit war diese die einzige monopolistische Fluggesellschaft in Privathand weltweit.

### Engagement in Monaco
In das bis in die 1950er Jahre marode Fürstentum Monaco investierte Onassis in Hotels, Villen und Apartmenthäuser mit dem Zweck, den Standort für den Jet-Set attraktiv zu machen. Seit 1953 besaß Onassis – zum Leidwesen des monegassischen Fürstenhauses – die Aktienmehrheit der Société des bains de mer (SBM). Damit gehörten Onassis dort faktisch das Spielkasino und fast alle Luxushotels. Fürst Rainier von Monaco erhöhte kurzerhand das Kapital der Gesellschaft und dadurch seinen eigenen Anteil. 1966 eskalierten die jahrelangen Streitigkeiten zwischen Onassis und Rainier. Im September 1966 zog Onassis die Konsequenzen, verkaufte seine monegassischen Aktien und erwarb damit eine Depositenbank in Genf. Dabei soll es sich um einen Betrag von mindestens 35 Millionen DM gehandelt haben. Onassis äußerte später, dass er Rainier wohl unterschätzt habe. Seine Tankerflotte (über 70 Schiffe) firmierte unter dem Namen Springfield Shipping of Panama und hatte ihren Hauptsitz in Monte-Carlo. Als er diese Firma nach Athen verlegte, verlor das Fürstentum immense Steuereinnahmen.
Trotz des Militärputsches 1967 in Griechenland behielt Onassis gute Kontakte zur griechischen Regierung. Eigentlich wollte er beträchtliche Summen in Griechenland investieren, konnte sich aber mit der Junta nicht einigen. Auch mit der nachfolgenden Regierung unter Konstantinos Karamanlis hatte Onassis Schwierigkeiten. Diese wurden erst gelöst, als die Regierung sich einverstanden erklärte, die Fluggesellschaft Olympic Airways rückwirkend zum 1. Januar 1975 zu übernehmen.

## Privatleben
Am 28. Dezember 1946 heiratete er in New York die 17-jährige Athina („Tina“) Livanos (1929–1974), eine Tochter des griechischen Reeders Stavros Livanos. Mit ihr hatte er zwei Kinder, Alexander Onassis (1948–1973) und Christina Onassis (1950–1988). Als Onassis’ Beziehung mit der Opernsängerin Maria Callas bekannt wurde, ließ sich seine Ehefrau 1960 von ihm scheiden. Im Januar 1973 stürzte sein Sohn Alexander mit dem Flugzeug ab, ein Jahr später starb seine erste Ehefrau an einer Überdosis Schlaftabletten.
Am 20. Oktober 1968 heiratete Onassis Jackie Kennedy, die Witwe des ermordeten amerikanischen Präsidenten John F. Kennedy. Onassis hatte sie kennengelernt, als sie mit ihrer Schwester Lee Radziwill zu Gast auf seiner Yacht Christina war. Kennedy und Onassis sahen sich im Verlauf ihrer Ehe selten. Onassis wurde in der Öffentlichkeit wiederholt mit Maria Callas gesehen, Kennedy lebte abwechselnd auf Skorpios und in New York. Die meiste Zeit verbrachte Kennedy mit Reisen und Einkaufen, was wiederholt zu Auseinandersetzungen des Paares führte. In Onassis’ Umfeld wurde sie wegen ihrer hohen Ausgaben als „Supertanker“ bezeichnet, da sie nicht weniger koste als der Kauf eines Schiffes.
Onassis war gerade dabei, die Scheidung einzureichen, als er am 15. März 1975 im Amerikanischen Krankenhaus Paris in Neuilly-sur-Seine im Alter von 69 Jahren an den Folgen einer Lungenentzündung starb. Zu diesem Zeitpunkt befand sich Kennedy mit ihren Kindern in New York. Ihr Anteil am Erbe wurde durch den Ehevertrag stark eingeschränkt. Kennedy akzeptierte schließlich die von Christina Onassis angebotenen 27 Millionen US-Dollar; dafür verzichtete sie auf alle weiteren Ansprüche. „Die Ehe mit Jackie war der größte Fehler meines Lebens“, sagte Onassis kurz vor seinem Tod. Sein Vermächtnis an die Nachwelt: „Wer behauptet, mit Geld sei alles möglich, der beweist nur, dass er nie welches gehabt hat!“
Erben seines auf mehrere Milliarden Dollar geschätzten Vermögens wurden Thierry Roussel, die von ihm gegründete gemeinnützige Alexander-Onassis-Stiftung sowie Christina Onassis, deren Anteil später an seine Enkelin Athina Onassis überging.
Anders als bei Stavros Niarchos hielt sich sein Interesse für die freie Kunst in Grenzen, beispielsweise den Besuchen eines Auktionshauses in Hamburg mit Maria Callas oder der Ausstattung von Geschäftsräumen. Dies ging auch auf ein Zerwürfnis mit dem Kunsthändler Alexander Iolas zurück, von dem Onassis ein paar Werke gekauft hatte.

## Unternehmen

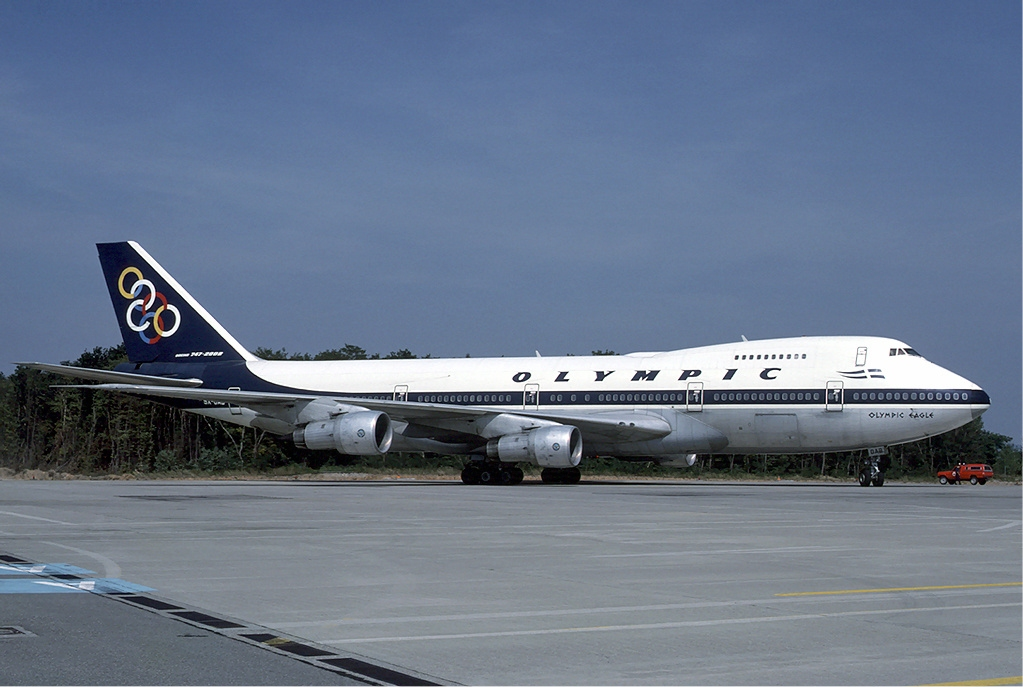
Eine 747-200 der Olympic Airways

Onassis hatte insgesamt über 30 Unternehmen, einige davon waren:
- Olympic Maritime A.G.
- Olympic Airways und Olympic Aviation (beide bis 1975)
- Olympic Oil Lines
- A.S. Onassis, Ltd.
- Panama Maritime S.A.
- South Atlantic Marine, S.A.

Onassis Port Investment
Die Geschichte von O.P.I begann in den späten 1960er Jahren und Anfang der 1970er mit Beteiligungen und Investitionen an den Weltmarkthäfen.
Unabhängig vom Erbe und Imperium des Reeders haben noch zu seinen Lebenszeiten und mit seinem Einverständnis einige seiner Mitarbeiter die Onassis Port Investment Commercial Brokerage Co. gegründet, die sich weltweit der Beteiligung an Hafenbetrieben und -märkten widmet.

## Rezeption
Das Leben Onassis’ hat seit den 1950er Jahren international breite Beachtung gefunden; er wurde laut der Schifffahrtshistorikerin Gelina Harlaftis zu einer „Legende“ und zu einem „household name“. So befassen sich allein in der New York Times mehr als 2500 Artikel mit ihm; wissenschaftlich ist sein Leben dagegen kaum erforscht. Es hat sich eine „Mythologie“ um Onassis gebildet, die zu hinterfragen und zu erforschen auch dadurch erschwert wird, dass Onassis keine Unterlagen in einem Unternehmensarchiv sammeln ließ und die Forschung auf externe Quellen wie FBI- und US-Kongress-Dokumente angewiesen ist.
In der Populärkultur, etwa in Form von Romanen und populären Biographien, ist Onassis weiterhin präsent. Darunter:
- Peter Evans: Aristoteles Onassis („Ari“). Ullstein, Frankfurt/M. 1989, ISBN 3-548-34608-1 (Romanbiografie).
- Pierre Rey: Der Grieche. Roman. („Le grec“.) Heyne, München 1982, ISBN 3-453-01149-X (belletristische Darstellung seines Lebens).
- Der große Grieche („The Greek Tycoon“), 1978, Hollywood Film – Regie: J. Lee Thompson, Hauptrollen Anthony Quinn und Jacqueline Bisset

Friedrich Dürrenmatts Tragikomödie Der Besuch der alten Dame spielt mit der Figur der zweifelhaften Wohltäterin Claire Zachanassian auf Onassis an. Ihr Name entstand durch das Zusammenziehen von Zaharoff, Onassis und Gulbenkian.

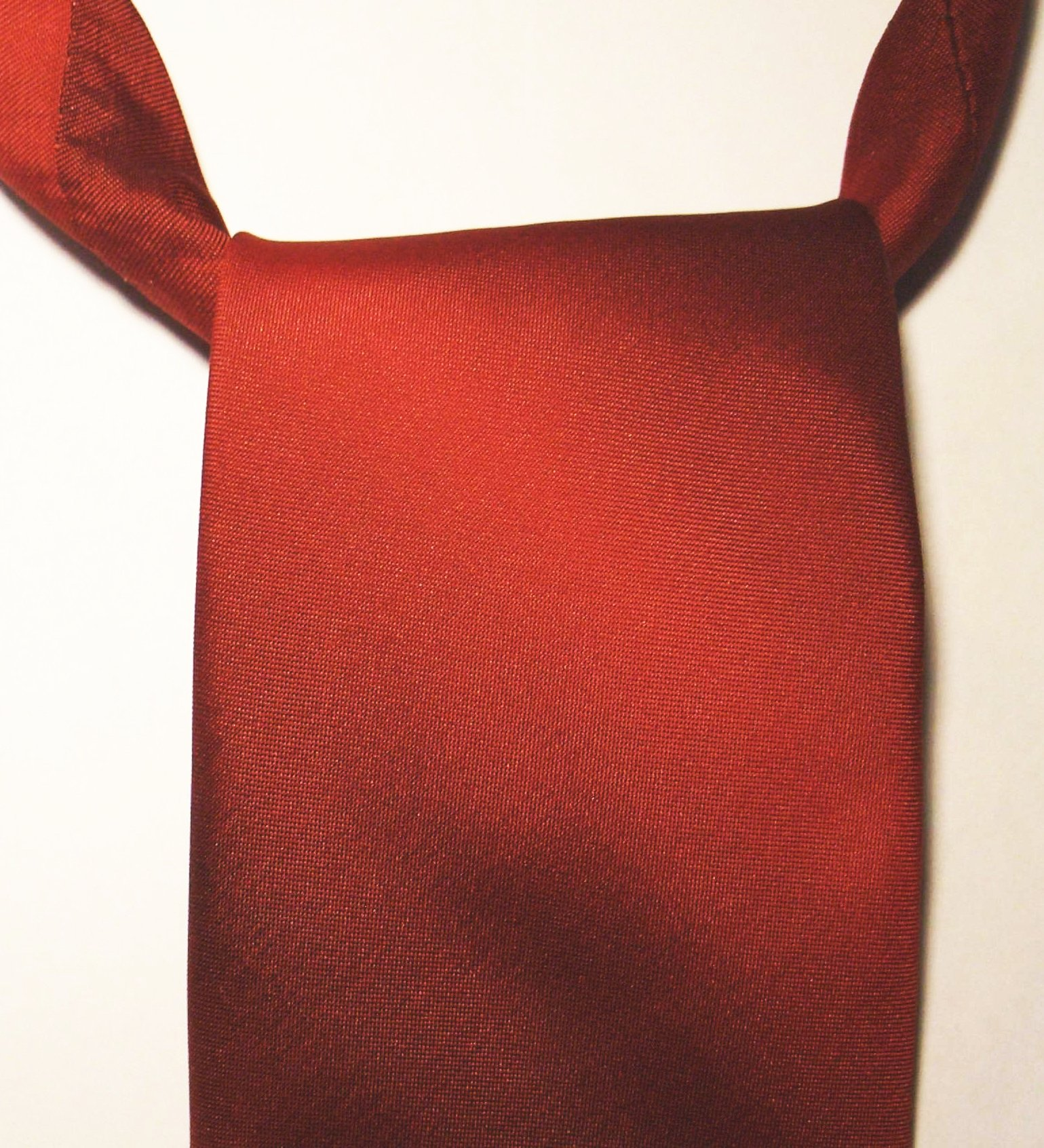
Onassis-Knoten

1988 wurde sein Leben unter dem Titel Onassis, der reichste Mann der Welt (engl.: ,Onassis: The Richest Man in the World‘) mit Raúl Juliá als Aristoteles Onassis verfilmt.
Onassis trug Krawatten mit einem selbst ausgedachten Knoten, der seither Onassis-Knoten heißt.